# Резервный судья (футбол)
Резервный судья — участник футбольного матча, который может назначаться на матч для выполнения специальных обязанностей, предусмотренных Правилами игры в футбол.

## Общие положения
Резервный судья может назначаться на матч в соответствии с регламентом соревнований для выполнения обязанностей судьи или помощника судьи, если кто-либо из них окажется не в состоянии продолжить выполнение своих обязанностей. Перед началом соревнования его организатор должен чётко определить порядок действий на случай, если кто-либо из членов судейской бригады будет не в состоянии продолжить исполнение своих обязанностей.

## Права и обязанности
Резервный судья:
- помогает судье в выполнении любых административных обязанностей до, во время и после матча;
- помогает производить процедуру замены игроков во время матча;
- проверяет мячи, которыми заменяются пришедшие в негодность;
- проверяет экипировку запасных игроков до их выхода на поле;
- если экипировка запасных игроков не отвечает требованиям Правила 4, ставит об этом в известность судью;
- в соответствующие моменты демонстрирует цифровое электронное табло, на котором отображается добавленное к тайму время или номера заменяемого и выходящего на замену футболистов во время замен;
- сигнализирует судье, если тот ошибочно вынес предупреждение не тому игроку, а также если он ошибочно не удаляет с поля игрока, получившего второе предупреждение;
- сигнализирует судье о всех случаях агрессивного поведения, которые произошли вне поля зрения судьи или его помощников;
- информирует судью о некорректном поведении любого лица, находящегося в технической зоне;
- при необходимости, консультирует судью по фактам, связанным с игрой, которые по той или иной причине ускользнули от внимания судьи и его помощников (включая ситуации, связанные с определением взятия ворот);
- при необходимости заменяет судью, который не может больше проводить матч;
- после матча предоставляет соответствующим органам рапорт по факту любого поступка или иного инцидента, произошедшего вне поле зрения судьи и его помощников[1][2].